# Charred Walls of the Damned
Charred Walls of the Damned – amerykańska supergrupa wykonująca muzykę z pogranicza heavy i power metalu. Powstała w 2009 roku w Nowym Jorku z inicjatywy perkusisty Richarda Christy, basisty  Steve’a DiGiorgio, wokalisty Tima „Rippera” Owensa oraz gitarzysty i producenta muzycznego Jasona Suecofa znanego ze współpracy z grupami August Burns Red, The Black Dahlia Murder czy DÅÅTH.
Debiutancki album zespołu zatytułowany Charred Walls of the Damned został wydany 2 lutego 2010 roku nakładem wytwórni muzycznej Metal Blade Records. Do wydawnictwa została dołączona płyta DVD dokumentująca proces rejestracji albumu. W ramach promocji do utworu „Ghost Town” został zrealizowany teledysk, który wyreżyserował Mike Schiff.

## Dyskografia
- Charred Walls of the Damned (2 lutego 2010, Metal Blade Records)
- Cold Winds on Timeless Days (11 października 2011, Metal Blade Records)[6]
- Creatures Watching over the Dead (23 września 2016, Metal Blade Records)[7]